# Marche centrale

En rouge, les frontières externes des marches sur la carte du califat de Cordoue.

La Marche Centrale ou Marche Moyenne (arabe : الثغر الأوسط : , aṯ-Ṯaġr au-Awsaṭ, 'frontière' ou 'marche moyenne'), était une division territoriale d'al-Ándalus pendant l'émirat et le califat de Cordoue. Il commençait aux sources des rivières Douro et Tage et il terminait dans la rivière Guadiana.
Elle était subdivisée par une entité territoriale nommée cora (ou kora) dans les zones frontalières avec les royaumes chrétiens. Toutes les deux constituaient l'organisation territoriale d'al-Ándalus.
Outre la Marche Moyenne, y avait en am-Ándalus autres deux démarcations frontalières : la Marche Supérieure et la Mache Inférieure.

## Corasde la marche centrale
Les Coras qui composaient la Marche centrale étaient les suivantes :

### Cora d'al-Belat
Elle se situait au nord des actuelles provinces de Cáceres et de Tolède, avec pour capitale à Madina Albalat, forteresse entourée de murailles contrôlant le Tage, au niveau du pont d'Almaraz. Il s'agissait d'une division territoriale, économiquement peu active et peu peuplée. Son existence est datée des X et XI siècles. Elle était intégrée dans la Marche centrale, et dépendait militairement de Tolède. À la chute du Califat, elle est intégrée à la taifa de Tolède.

### Cora de Tolède
En plus d'être la capitale de la Marche Moyenne, la ville de Tolède était à la tête d'une cora de même nom qui, selon quelques auteurs, s'étendait au sud jusqu'à la cora de Yayyán. Elle comprenait divers iqlim, en particulier ceux de Fahs au-Luyy avec pour capitale Qasr 'Atiyya (Alcazar de San Juan). Avec d'autres coras de la marche, elle était contiguë à la partie orientale de la Cora de Tudmir.

### Cora de Santaveria
La cora de Santaveria occupait un territoire un peu supérieur à celui des provinces de Cuenca, une partie de la province de Guadalajara et de Teruel. Sa limite nord-est arrivait à la source du Tage, à la vallée de la Turia, jusqu'à Tirwāl (Teruel) et, en continuant par le bassin de la Jiloca, elle atteignait Qalamusa (Calamocha, Teruel). Vers l'ouest, elle arrivait à Mulin (Molina d'Aragon, Guadalajara) et le Tage marquait la frontière jusqu'à un endroit situé entre le château de Welid et la montagne tolédane d'Awkaniya (Ocaña, Tolède), au sud. À partir de là, la Cora s'étendait jusqu'à Uclés et, en suivant le Cabriel, jusqu'au fleuve Turia qui fermait le territoire. Elle semble être l'héritière d'une ancienne division wisigothe, appelée Hitación de Wamba qui possédait trois évêchés situés à Cuenca, Valeria, Segóbriga et Ercávica , mais possédait également des zones ajoutées à l'époque musulmane.
Il s'agissait d'une cora peu peuplée et économiquement faible. La capitale de cette cora change dans le temps. Elle est initialement située à Shantaverya (Ercávica), suivie de Uklīs (Uclés), plus tard à Walma (Huélamo) puis à al-Qannit (Cañete), qui était la capitale à l'époque califale et, enfin, à Qunka (Cuenca), fondée par al-Mansur en 999. Avec la disparition du Califat, la Cora est intégrée à la Taifa de Tolède.